# علي أباد (كويرات)
علي أباد (بالفارسية: علی‌آباد) هي قرية تقع في إيران في Kavirat Rural District. يقدر عدد سكانها بـ 624 نسمة .